# Johannes von Hildesheim
Johannes von Hildesheim (* zwischen 1310 und 1320 in Hildesheim; † 5. Mai 1375 in Marienau bei Hameln) war Karmelit und Prior des Klosters Marienau bei Hameln.

## Leben
Nach dem Studium in Avignon, wo er Peter Thomas begegnete, und Paris war Johannes von Hildesheim in Straßburg tätig, ab 1358 war er Prior des Karmelitenklosters in Kassel, dann bis zu seinem Tode Prior im Kloster Marienau bei Hameln.
Er verfasste philosophische, theologische und poetische Schriften, darunter 1364 die „Historia trium regum“, die Geschichte der Drei (Heiligen) Könige, einen Hauptstrang der Legende der Heiligen drei Könige. Die Schrift entstand vermutlich im Auftrag des Kölner Domherrn Florenz von Wevelinghoven (1364 zum Bischof von Münster ernannt), eventuell aus Anlass des 200-Jahr-Gedächtnisses der Übertragung der Dreikönigsreliquien von Mailand nach Köln 1164 durch Erzbischof Rainald von Dassel (1159–1167) um 1370.

## Werke
Diese Liste der erhaltenen Werke des Johannes von Hildesheim orientiert sich an der Aufstellung in: Sylvia C. Harris und Franz Josef Worstbrock: Johannes von Hildesheim. In: Die deutsche Literatur des Mittelalters. Verfasserlexikon.  2. Auflage. Band 4. Berlin 1983, Sp. 638–647.

### Speculum fontis vitae
- Oxford, Bodleian Library, Laud Lat. 49, fol. 167v–176r (digital.bodleian.ox.ac.uk).
- Frank Schaer: John of Hildesheim’s The Mirror of the Source of Life. In: ORB Text Library. 1996, abgerufen am 19. Mai 2025.

### Dialogus inter directorem et detractorem
- Adrianus Staring: Medieval Carmelite Heritage. Early Reflections on the Nature of the Order. Rom 1989 (Textus et studia historica Carmelitana 16), S. 327–394.
- Daniel a Virgine Maria: Speculum Carmelitanum sive Historia Eliani Ordinis Fratrum Beatissimae Virginis Mariae De Monte Carmelo. Band 1, Teil 2. Antwerpen 1680, S. 145–159 (MDZ).

### Briefe und Gedichte
- Rudolf Hendriks: A Register of the Letters and Papers of John of Hildesheim, O.Carm. (d. 1375). In: Carmelus 4 (1957) 1, S. 116–235.

Eine andere Fassung der Briefsammlung enthält:
- Darmstadt, Universitäts- und Landesbibliothek Darmstadt, Hs 713, fol. 2r–71v (tudigit.ulb.tu-darmstadt.de; Handschriftenbeschreibung von Ulrike Spyra, dort wird noch auf die folgende Handschrift verwiesen).
- Brünn, Mährische Landesbibliothek, A 117, fol. 134rb–136rb (Manuscriptorium).[4]

### Schismentraktat
- Georg Kreuzer: Ein übersehener Schismentraktat des Karmeliten Johannes von Hildesheim († 1375). In: Hubert Mordek (Hrsg.): Papsttum, Kirche und Recht im Mittelalter. Festschrift für Horst Fuhrmann zum 65. Geburtstag. Tübingen 1991, S. 347–367.

### Historia trium regum
Lateinisch:
- Ernst Köpke: Johannes von Hildesheim. Brandenburg a. d. Havel 1878 (Mittheilungen aus den Handschriften der Ritter-Akademie zu Brandenburg a. H. 1) (Digitalisat).
- Carl Horstmann: The Three Kings of Cologne. An early English translation of the “Historia trium regum” by John of Hildesheim. London 1886 (Early English Text Society. Original Series 85) (archive.org; MDZ).
- Werke von Johannes von Hildesheim im Gesamtkatalog der Wiegendrucke (auch volkssprachige Inkunabelausgaben).
- Historia gloriosissimor[um] triu[m] regum integra, syncera et pre multis mundi historijs lectu iucundissima, triplice[m]q[ue] ac plane miraculosam eorunde[m] translat[i]o[n]em veluti in choro maioris eccl[es]ie Colonie[n]sis s[u]p[er] est habita cu[m] admira[n]dis orie[n]taliu[m] gentiu[m] reru[m]q[ue] nobis ignotaru[m] antiquitatibus p[ro] pulchre veroq[ue] verius co[m]plectens, mit Beiträgen von Albertus Magnus, Aurelius Augustinus, Ortuin Gratius, Hermann von Neuenahr, Sebastian Brant, Köln: Heinrich Quentell Erben 1514 (Digitalisat der Bayerischen Staatsbibliothek München, abgerufen am 6. März 2012).

Deutsch:
- Johannes von Hildesheim: „Historia trium regum“, dt. In: Handschriftencensus. Philipps-Universität Marburg, Akademie der Wissenschaften und der Literatur Mainz (Eintragungen zu den Handschriften).
- Max Behland: Die Dreikönigslegende des Johannes von Hildesheim. Untersuchungen zur niederrheinischen Übersetzung der Trierer Handschrift 1183 485, mit Textedition und vollständigem Wortformenverzeichnis. W. Fink, München 1968 (zugleich Dissertation, Universität Gießen).
- Sylvia C. Harris: An early new High German translation of the Historia trium regum by Johannes de Hildesheim edited from Pap. Man. no. 15., Stadt und Stiftsarchiv, Aschaffenburg. Master’s thesis University of London 1954 (repository.royalholloway.ac.uk).
- Václav Bok: Eine ostmitteldeutsche Bearbeitung der Dreikönigslegende des Johannes von Hildesheim in der Handschrift G 29 des Prager Domkapitels. In: Václav Bok, Ulla Williams und Werner Williams-Krapp (Hrsg.): Studien zur deutschen Sprache und Literatur. Festschrift für Konrad Kunze zum 65. Geburtstag. Hamburg 2004, ISBN 3-8300-1457-0 (Studien zur Germanistik 10), S. 178–210.
- Franz Xaver Wöber: Hystoria von den drein kuning. Aus der handschrift herausgegeben und mit anmerkungen versehen. In: Jahresbericht des k. k. Obergymnasiums zu Przemyśl für das Schuljahr 1856/7 S. 3–67 (ÖNB)

Niederländisch:
- Trijntje Jantine Annette Scheepstra: Van den Heilighen drien Coninghen. Middelnederlandse teksten. Dissertation Rijksuniversiteit te Groningen 1914 (dnbl.org) ergänzt durch:
- Theo Coun: De Middelnederlandse vertalingen van de Historia trium regum van Johannes von Hildesheim. In: Leuvense Bijdragen 103 (2021), S. 59–89 (DOI:10.2143/LB.103.0.3289858).

Englisch:
- Frank Schaer: The Three Kings of Cologne. Edited from London, Lambeth Palace MS 491. Heidelberg 2000, ISBN 3-8253-1122-8 (Middle English Texts 31).
- Frank Schaer: The Three Kings of Cologne: a diplomatic edition of the unabridged English version of John of Hildesheim’s Historia trium Regum in Durham MS Hunter 15, with a reconstruction of the translator’s Latin text on facing pages based on Corpus Christi College Cambridge MS 275, and a study of the manuscript tradition. Dissertation Adelaide 1992 (digital.library.adelaide.edu.au).
- Carl Horstmann: The Three Kings of Cologne. An early English translation of the “Historia trium regum” by John of Hildesheim. London 1886 (Early English Text Society. Original Series 85) (archive.org; MDZ).
- Henry Noble MacCracken: Lydgatiana. III. The Three Kings of Cologne. In: Archiv für das Studium der neueren Sprachen und Literaturen 129 (1912) S. 50–68 (Textarchiv – Internet Archive).

Französisch:
- Paris, Bibliothèque nationale de France, Français 982, fol. 1v–48v (Digitalisat auf Gallica).[5]
- Vatikan, Vatikanische Apostolische Bibliothek, Reg. lat. 845, fol. 1r–51v (digi.vatlib.it).[6]

Polnisch:
- Warschau, Polnische Nationalbibliothek, Rps 3040 III, fol. 153r–260r (Polona).[7] Wohl nach dieser oder einer ähnlichen Fassung auch ins belarusische und russische übersetzt.[8]

Moderne Übersetzungen ins Deutsche:
- Die Legende von den Heiligen Drei Königen. Übertragung und Nachwort von Elisabeth Christern. Bachem, Köln 1960. Taschenbuchausgabe: Dt. Taschenbuch Verlag, München 1963.
- Die Legende von den Heiligen Drei Königen. Faksimileausgabe der deutschen Bearbeitung von Karl Simrock aus dem Jahre 1842, mit einem Nachwort von Günter E. Th. Bezzenberger. Omega Verlag, Kassel 1979, ISBN 3-88556-000-3.
- Die Legende von den Heiligen Drei Königen von Johann von Hildesheim. Aus einer von Goethe mitgeteilten Handschrift und einer deutschen der Heidelberger Bibliothek bearbeitet von Gustav Schwab [Stuttgart 1822]. Neu herausgegeben von Wilhelm Rath. 2. Aufl. Orient-Occident-Verlag, Stuttgart 1980, ISBN 3-922551-01-7.